# Марія Чівіте
Марія Вікторія Чівіте Наваскуєс (нар. 5 червня 1978) — іспанський політик, Президент Наварри з 2019 року. Ліва прогресивістка

## Біографія
Народилась 5 червня 1978 року в Сінтруєніго, Наварра, Королівство Іспанія. Член Парламенту Наварри з 2007. 6 серпня 2019 року через утриманні від голосування великої кількості депутатів обрана Президентом автономії Наварри.

## Критика
З сторони баскських громадських діячів критикувалась за:
У серпні 2017 року заявила, що разом із Педро Санчесом буде боротись із проявами націоналізму в регіоні.
Чівіте представник так званих соціалістів-прогресивістів з групи Сороса, говорить про різноманіття, проте відмовляється розмовляти на баскській мові.